# Санти-Чирилло-э-Методио (титулярная церковь)
Титулярная церковь Санти-Чирилло-э-Методио (лат. Titulus Sanctorum Cirilli et Metodii) — титулярная церковь была создана Папой Франциском 30 сентября 2023 года. Титулярная церковь принадлежит церкви Санти-Чирилло-э-Методио, расположенной в XXII зоне Рима — Северная Ачилия, на виа Остерия ди Драгончелло.  

## Список кардиналов-священников титулярной церкви Санти-Чирилло-э-Методио
- Гжегож Рысь — (30 сентября 2023 — по настоящее время).